# Mannheim
Mannheim és una ciutat d'Alemanya que pertany a l'estat de Baden-Württemberg. És una ciutat industrial que amb més de 320.000 habitants és la segona ciutat del land després de Stuttgart. Amb la ciutat de Ludwigshafen, situada a l'altra banda del Rin, formen una aglomeració urbana que supera els 480.000 habitants. La universitat de Mannheim ocupa el castell barroc. És un important nus ferroviari i un gran port fluvial a la confluència dels rius Rin i Neckar. Durant el segle xviii va sorgir a aquesta ciutat l'anomenada Escola de Mannheim, una important orquestra, reconeguda a tot Europa i promoguda per Karl Teodor, Príncep Elector del Palatinat. D'aquesta escola en va ser alumne el pianista i compositor Jacob Rosenhain, el qual era fill d'aquesta ciutat.

## Història
La vila de Mannheim (casa de Mann, sent Mann probablement l'abreviació de Hartmann o Hermann) fou anomenada per primera vegada el 766 al monestir de Lorsch. Durant llargs anys va ser un poble de pescadors sense gaire importància. El 1284 es va adjudicar als comtes del Palatinat de la casa dels Wittelsbach. D'importància local era el castell duaner construït el 1349 a la zona avui denominada "Lindenhof" que gravava impostos sobre la navegació del Rin.

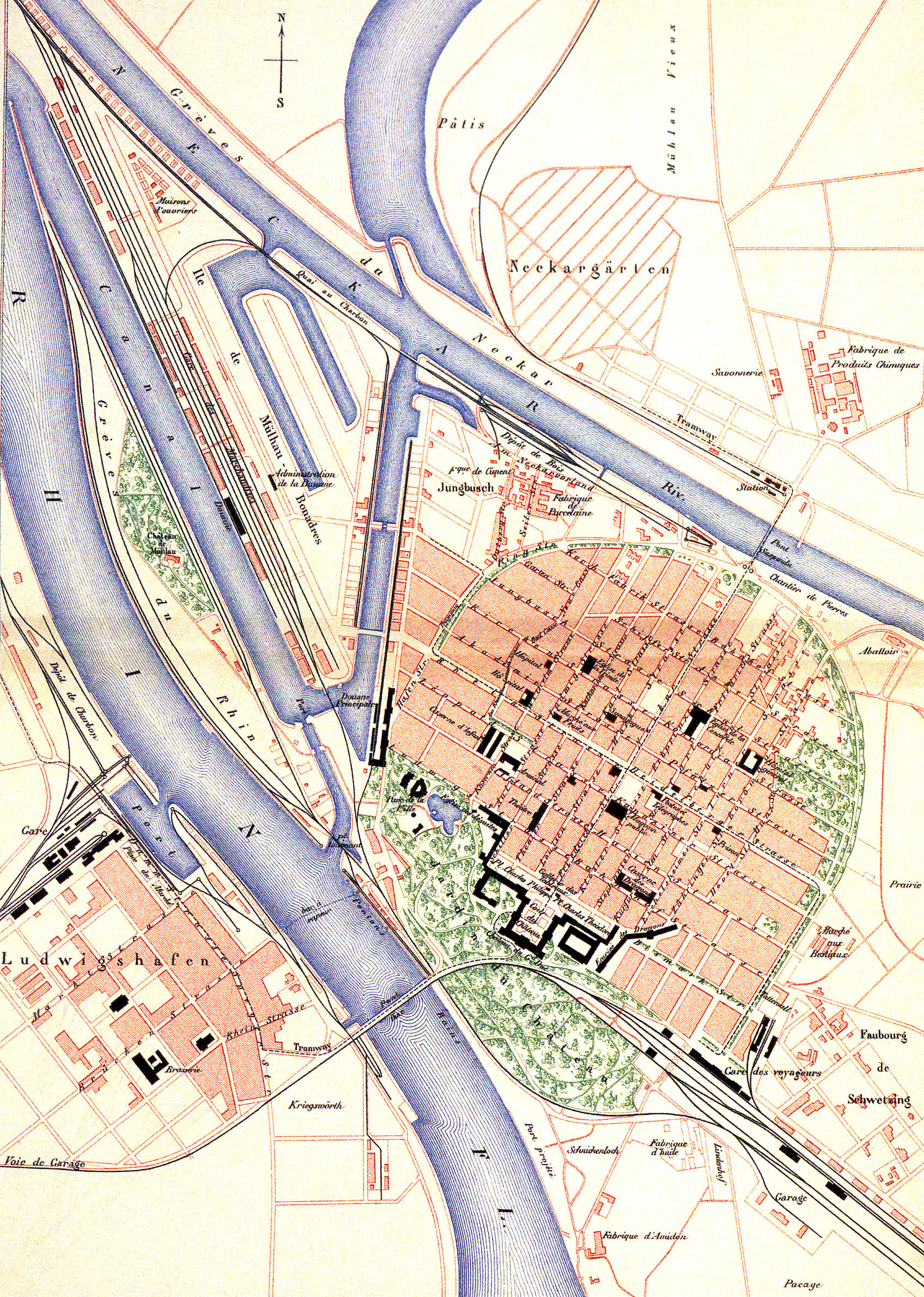
Mapa de Mannheim el 1880

## Geografia

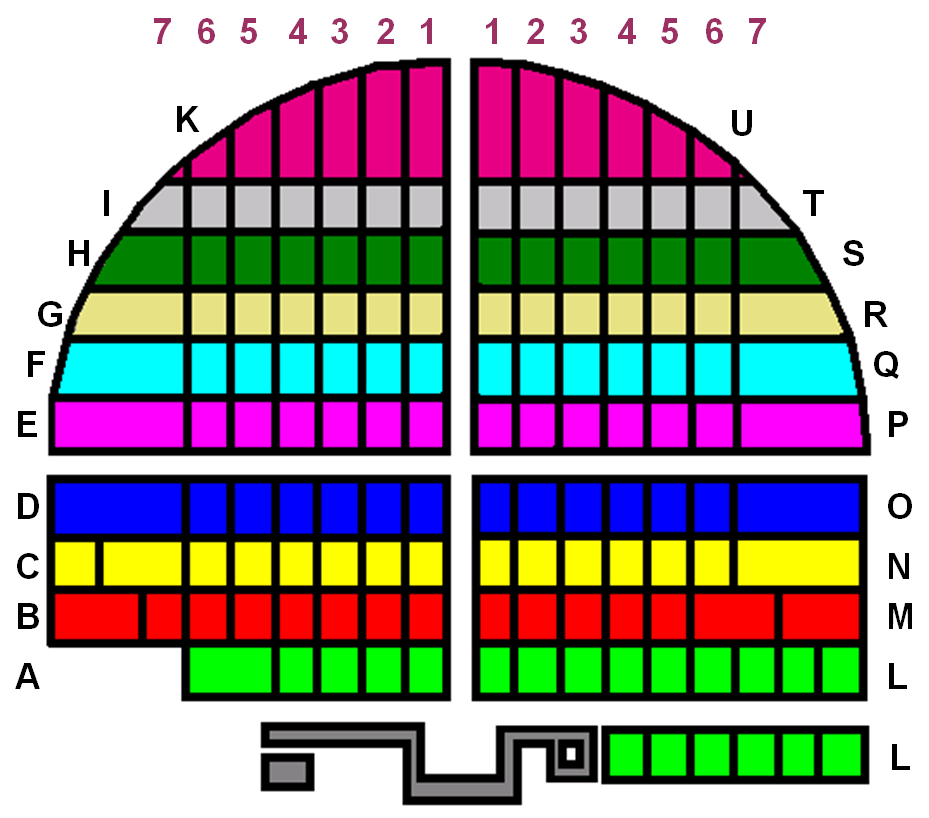
Els quadrats de Mannheim

Mannheim es troba a la part nord de l'alt Rin a la desembocadura del riu Neckar.
El centre de la ciutat, en forma de ferradura, és a prop de la confluència dels rius Rin i Neckar. Al sud-oest es troba el palau. Des d'allà la "Breite Strasse" ("Carrer Ample") que travessa la ciutat per portar al "Paradeplatz" (La plaça de les desfilades).
Paral·lelament a aquest carrer principal hi ha altres carrers que separen la ciutat en illes comunament denominades "Quadrats" ("Quadrate"). La major part dels carrers del centre de la ciutat no s'identifica per noms sinó aquests "Quadrats" es reconeixen per una combinació de lletres i xifres. (Tots els carrers tenen noms però solen ser desconeguts fins i tot pels seus propis habitants. Es poden esbrinar a l'administració de l'ajuntament)
La denominació dels 144 quadrats segueix el següent esquema:
- Partint del palau al carrer a l'esquerra de la "Breite Strasse" s'atribueixen les lletres A - K, a la dreta les lletres L - U.
- Els números es refereixen a la distància cap a la "Breite Strasse". Per tant, el quadrat G1 (la plaça del mercat) es troba a la setena fila al costat de la "Breite Strasse".
- La numeració de les cases comença a la cantonada més propera al palau en les lletres A - K en el sentit de les agulles del rellotge i en les lletres LU en sentit contrari.

Aparentment en dissenyar el sistema els arquitectes es van basar en la imatge d'una font amb el palau com a font de l'aigua pujant per la "Breite Strasse" i baixant en cercles per ambdós costats.
La ciutat està dividida en 17 barris, 6 centrals i 11 perifèrics.

## Economia
La ciutat pertany a la regió Rin-Neckar-Odenwald i limita amb la comarca de "Bergstrasse" (pertanyent a Hessen) a més de ciutats a Ludwigshafen del Rin i Frankenthal (ambdues pertanyents a Renània-Palatinat), de les que està separada només pel riu Rin. Conjuntament amb les comunitats veïnes forma l'espai econòmic conegut com el triangle Rin-Neckar.
Mannheim és una seu important per a la indústria i compta amb una universitat. És encreuament important del trànsit amb una de les estacions ferroviàries i un gran port interior, un dels més grans d'Europa (el segon el 1980).
Evobus, la divisió d'autobusos i autocars de Daimler, té la seva planta de producció principal de vehicles de la marca Mercedes-Benz en aquesta ciutat.

## Fills il·lustres
- Franz Eck (1774-1804) violinista.
- Johann Friedrich Eck (1866-1808 o 1810) violinista
- Ernst Eichner (1740-1777) compositor i intèrpret de baixó.
- Marie-Louise Antoinette Weber de Lange ([...?]-1830) cantant d'òpera.
- Jean Becker (violinista) (1833-1884), violinista i creador d'una nissaga de músics.
- Moritz Cantor (1829-1920), matemàtic i historiador de la ciència.
- Carl Cannabich (1764-1806), compositor musical.
- Ernst Schröder (1841-1902), lògic i matemàtic.
- Giselher Klebe (1925-2009), compositor i pedagog.
- Joseph Lenoble (1753-1829), músic compositor.
- Berta Morena (1879-1952), soprano.
- Karl Ripfel (1799-1876), violoncel·lista i compositor.
- Adolf Hammerstein (1888-1941), matemàtic.
- Christine Lambrecht (1965), política alemanya.

## Galeria d'imatges i d'invents fets a Mannheim

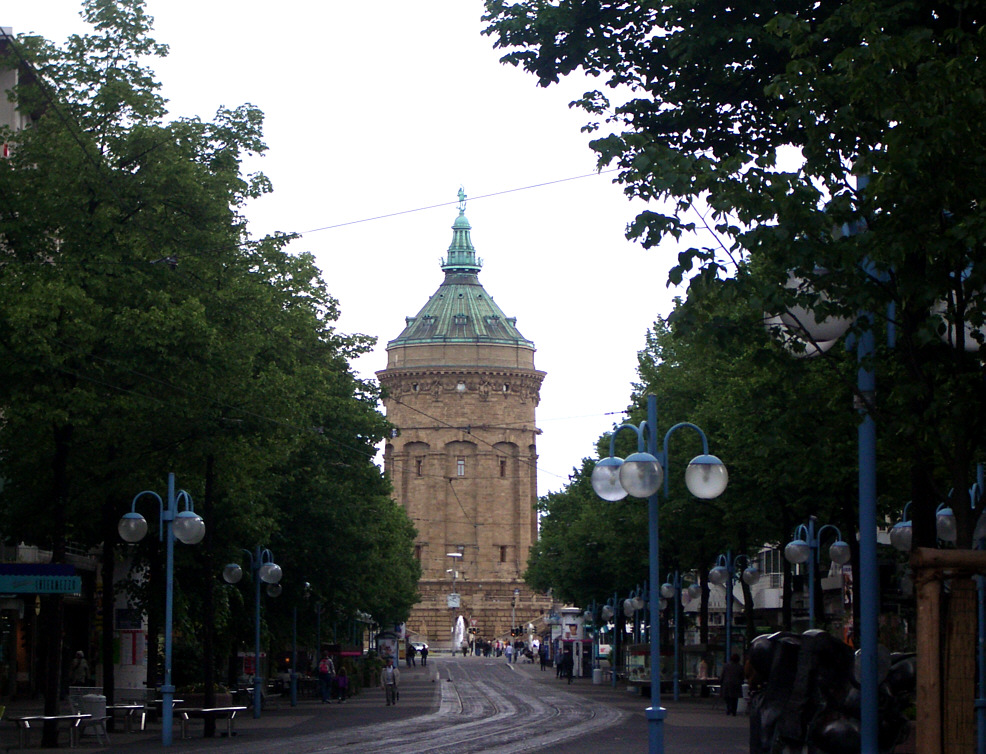
Torre de l'aigua
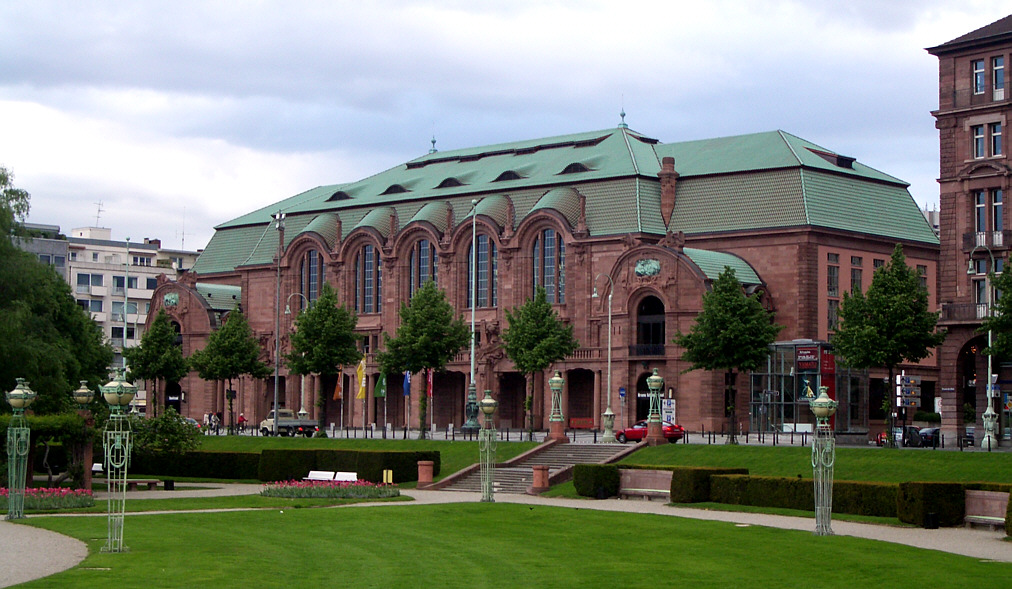
Friedrichsplatz
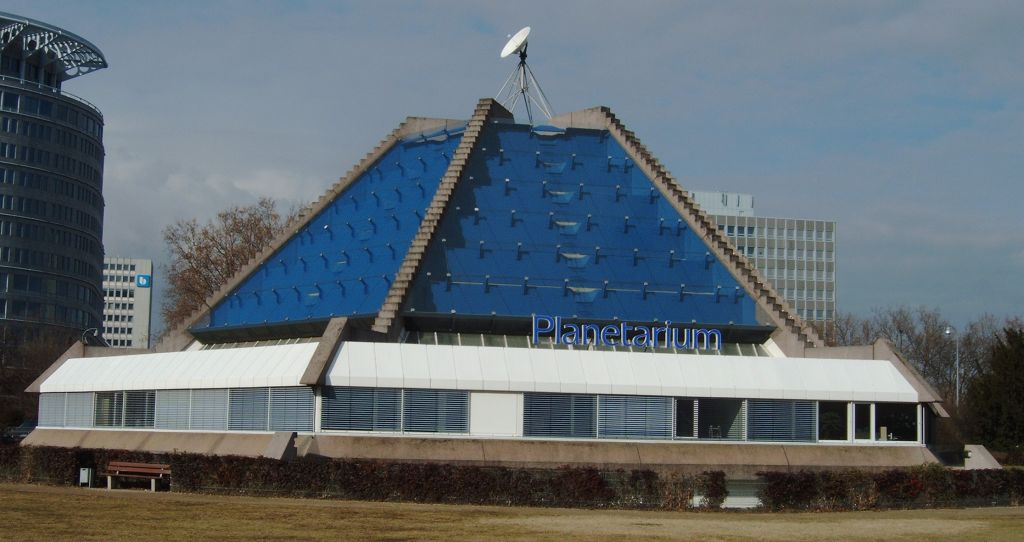
Planetarium
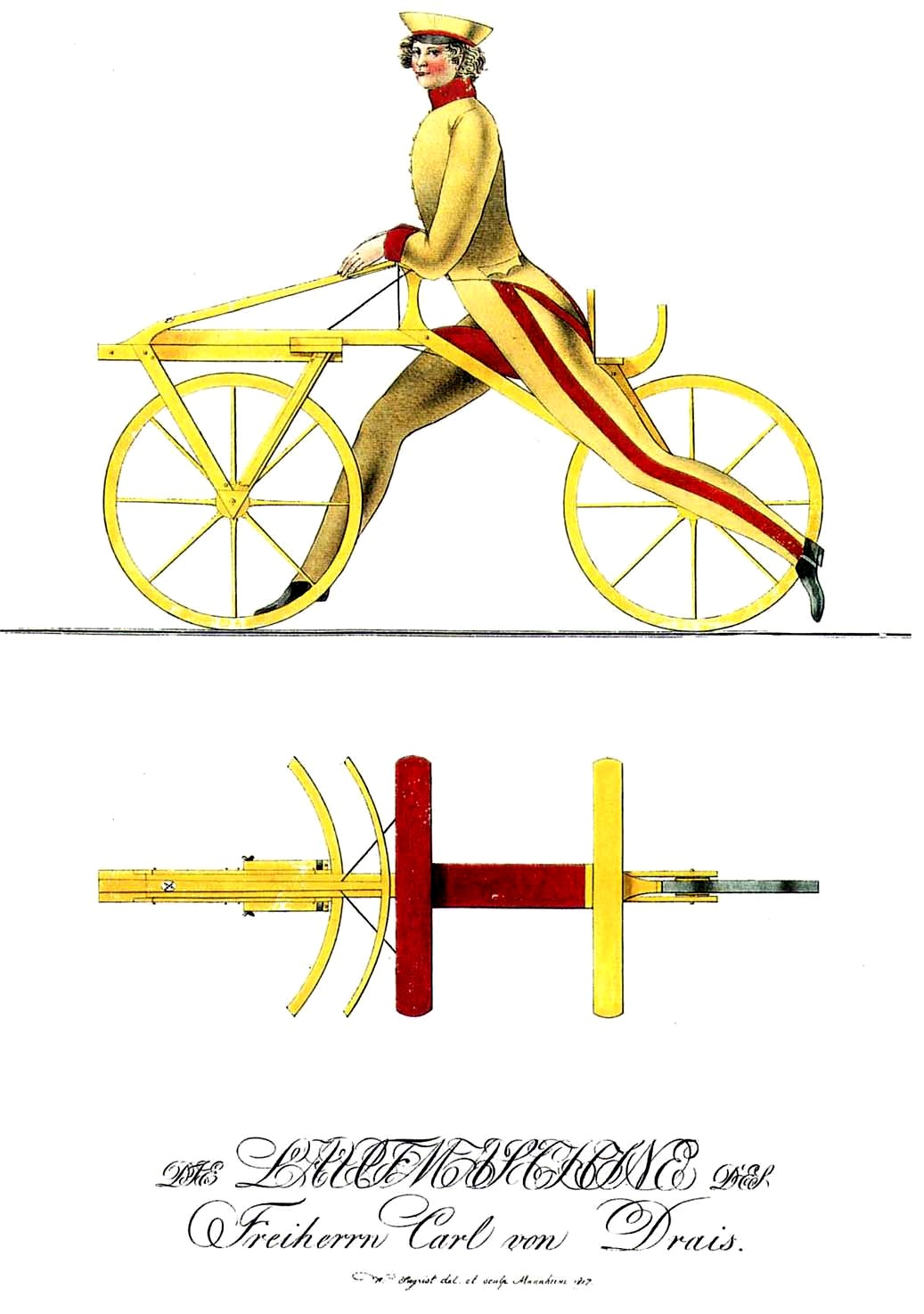
La primera bicicleta del món, construïda pel baró Karl Freiherr von Drais el 1817.
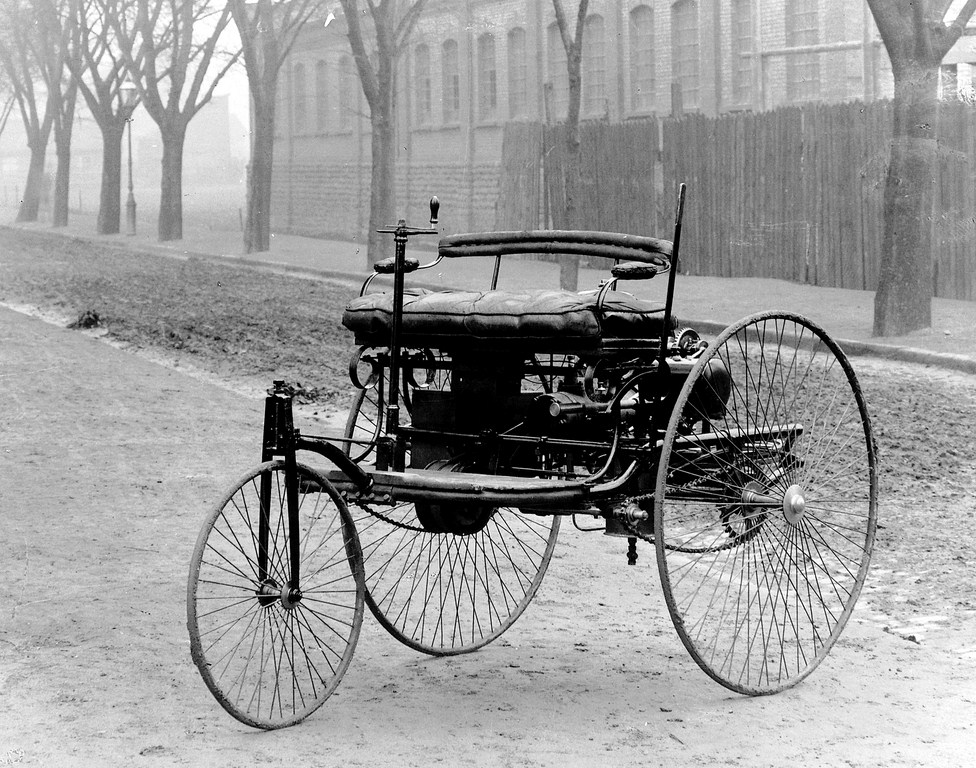
El primer automòbil del món, construït a Mannheim per Carl Benz el 1885.
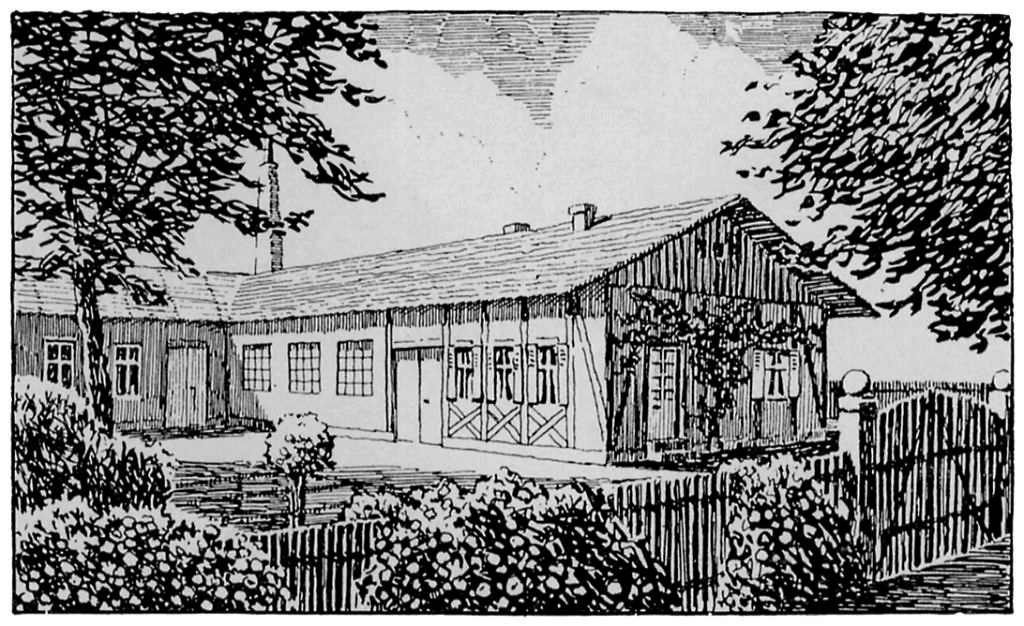
Tallers de Carl Benz a Mannheim (T6, 11).
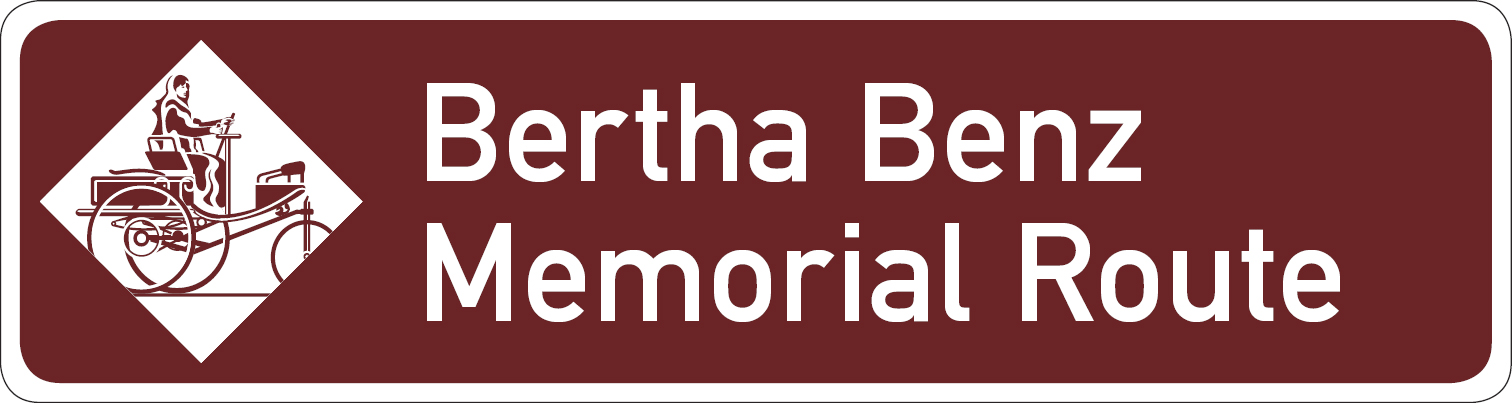
Rètol oficial de la ruta de Bertha Benz en commemoració del primer trajecte de llarg recorregut en automòbil des de Mannheim fins a Pforzheim el 1888 (104 km).